# Барберини, Карло
Карло Барберини (итал. Carlo Barberini; 1 июня 1630, Рим, Папская область — 2 октября 1704, там же) — итальянский куриальный кардинал. Архипресвитер собора Святого Петра и председатель Фабрики Святого Петра с 14 ноября 1667 по 2 октября 1704. Префект Священной Конгрегации Пропаганды Веры с 17 июля 1698 по 2 октября 1704. Кардинал-дьякон с 23 июня 1653, с титулярной диаконией Сан-Чезарео-ин-Палатио с 18 августа 1653 по 30 августа 1660 и с 14 ноября 1667 по 2 декабря 1675. Кардинал-дьякон с титулярной диаконией Сант-Анджело-ин-Пескерия с 30 августа 1660 по 14 ноября 1667. Кардинал-дьякон с титулярной диаконией Санта-Мария-ин-Козмедин с 2 декабря 1675 по 27 сентября 1683. Кардинал-священник с титулом церкви Санта-Мария-делла-Паче с 27 сентября 1683 по 30 апреля 1685. Кардинал-священник с титулом церкви Сан-Лоренцо-ин-Лучина с 30 апреля 1685 по 2 октября 1704. Кардинал-протопресвитер с 30 апреля 1685 по 2 октября 1704.

## Биография
Внучатый племянник папы римского Урбана VIII и кардинала Антонио Барберини старшего. Племянник кардиналов Франческо Барберини старшего и Антонио Барберини младшего. Дядя кардинала Франческо Барберини младшего.